# Newberry County
Newberry County är ett administrativt område i delstaten South Carolina, USA. År 2010 hade countyt 37 508 invånare. Den administrativa huvudorten (county seat) är Newberry.

## Geografi
Enligt United States Census Bureau har countyt en total area på 1 676 km². 1 634 km² av den arean är land och 44 km² är vatten.

### Angränsande countyn
- Union County, South Carolina - nord
- Fairfield County, South Carolina - öst
- Lexington County, South Carolina - sydöst
- Richland County, South Carolina - sydöst
- Saluda County, South Carolina - syd
- Greenwood County, South Carolina - sydväst
- Laurens County, South Carolina - nordväst